# マッテオ・スコッツァレッラ
マッテオ・スコッツァレッラ（Matteo Scozzarella, 1988年6月5日 - ）はイタリア・トリエステ出身のサッカー選手。ACモンツァ所属。ポジションはMF（守備的ミッドフィールダー）。

## クラブ歴
アタランタBCのプリマヴェーラ出身。2007年に共同保有先のカルチョ・ポルトグルアーロ・スンマーガでプロデビューを飾る。2009-10シーズンに中盤のレギュラーとしてクラブのレガ・プロ・プリマ・ディヴィジオーネ優勝及びセリエB初昇格に貢献した。
2013年1月、テルナーナ・カルチョに期限付き移籍。同年8月30日からはSSユーヴェ・スタビアへ、2014年1月からはスペツィア・カルチョへのローンでプレーした。
2014-15シーズンはセリエBのトラーパニ・カルチョへレンタルとなり、2015年7月14日に2年契約で完全移籍することが発表された
2017年1月8日レガ・プロのパルマ・カルチョ1913へ2年半の契約で加入。2016-17シーズンからクラブの2年連続の昇格に貢献した。
2021年1月より、セリエBのACモンツァへ移籍。クリスティアン・ブロッキ率いるクラブと延長オプション付きでシーズン終了までの契約を締結した。

## 人物
2019年10月26日のセリエA第9節インテルナツィオナーレ・ミラノ戦において神を冒涜する発言をしたとして、フランチェスコ・マニャネッリと共にFIGCから1試合の出場停止処分を科された。

## タイトル
ポルトグルアーロ
- レガ・プロ・プリマ・ディヴィジオーネ : 2009-10